# 3923 Radzievskij
A 3923 Radzievskij (ideiglenes jelöléssel 1976 SN3) egy kisbolygó a Naprendszerben. Nyikolaj Sztyepanovics Csernih fedezte fel 1976. szeptember 24-én.